# 斯科曼氏菌属
斯科曼氏菌属為诺卡氏菌科的一属细菌。此属的模式种为松形斯科曼氏菌(Skermania piniformis)。

## 下属物种
- 松形斯科曼氏菌 Skermania piniformis (Blackall et al. 1989) Chun et al. 1997